# Isroil Madrimov
Isroil Madrimov, auch Israil Madrimov (* 16. Februar 1995 in Xiva, Usbekistan) ist ein usbekischer Profiboxer und aktueller WBA-Weltmeister im Halbmittelgewicht.

## Amateurkarriere
Isroil Madrimov gewann 2011 die Silbermedaille im Leichtgewicht bei den Junioren-Weltmeisterschaften und 2013 die Silbermedaille im Weltergewicht bei den Asien-Jugendmeisterschaften.
Bei den Asienspielen 2014 gewann er erneut die Silbermedaille im Weltergewicht, nachdem er im Finale gegen Danijar Jeleussinow unterlegen war. 2017 gewann er die Goldmedaille im Mittelgewicht bei den Asienmeisterschaften, nachdem er unter anderem Eumir Marcial und Äbilchan Amanqul besiegt hatte. Damit war er für die Weltmeisterschaften 2017 qualifiziert, wo er im Viertelfinale mit 2:3 gegen Troy Isley ausschied.
Bei den Asienspielen 2018 gewann er erneut die Goldmedaille im Mittelgewicht, wobei er unter anderem erneut Eumir Marcial und Äbilchan Amanqul schlagen konnte.
Darüber hinaus gewann er unter anderem internationale Turniere in Indien, Kasachstan, Kirgisistan, Mongolei, Russland sowie Thailand und startete 2017 und 2018 für die Uzbek Tigers in der World Series of Boxing, wo er fünf von sechs Kämpfen gewann. Dabei besiegte er auch zweimal den Weltmeister und Olympiasieger Arlen López.

## Profikarriere
Isroil Madrimov unterzeichnete am 9. November 2018 einen Profivertrag bei der Promotionsfirma World of Boxing von Andrey Ryabinsky, sein Manager wurde Vadim Kornilov. Seine Trainer sind Tulkin Kilichev, Joel Díaz und Tony Díaz. Im März 2019 unterzeichnete er zudem einen Co-Promotion-Deal mit Matchroom Boxing USA.
Sein Profidebüt gewann er am 24. November 2018 in Atlantic City, USA, durch TKO in der sechsten Runde gegen Vladimir Hernández (Bilanz: 10-2, 6 K.o.). In seinem zweiten Kampf besiegte er im März 2019 Frank Rojas (24-2, 23 K.o.) durch K.o. in der zweiten Runde und wurde dadurch WBA Inter-Continental Champion. Den Titel verteidigte er im Oktober 2019 durch TKO gegen den Mexikaner Alejandro Barrera (29-5, 18 K.o.).
Im Februar 2020 besiegte er Charlie Navarro (29-9, 22 K.o.) durch TKO in der sechsten Runde. Im August desselben Jahres schlug er zudem Eric Walker (20-2, 9 K.o.) einstimmig nach Punkten. Einen weiteren einstimmigen Sieg errang er im April 2021 gegen Emmany Kalombo (14-0, 14 K.o.). Im Dezember 2021 gelang ihm ein Sieg durch TKO in der neunten Runde gegen Michel Soro (35-2, 24 K.o.). Ein Rückkampf der beiden endete im Juli 2022 mit einem technischen Unentschieden in der dritten Runde, nachdem Soro durch einen Zusammenstoß mit den Köpfen verletzt worden war.
Sein nächster Kampf im April 2023 endete mit einem einstimmigen Sieg gegen Raphael Igbokwe (16-3, 7 K.o.). Seinen nächsten Kampf bestritt er dann am 8. März 2024 um den vakanten WBA-Weltmeistertitel im Halbmittelgewicht und siegte dabei durch TKO gegen den Russen Magomed Kurbanow (25-0, 13 K.o.). Am 3. August 2024 verlor er nach Punkten gegen Terence Crawford (40-0, 31 K.o.). Eine weitere Niederlage erlitt er am 22. Februar 2025 gegen Vergil Ortiz (22-0, 21 K.o.).